# Citraatsynthase
Het enzym citraatsynthase (EC-nummer 2.3.3.1 [voorheen 4.1.3.7]) komt in bijna alle levende cellen voor en is de katalysator bij de eerste stap van de citroenzuurcyclus. Citraatsynthase katalyseert de reactie van oxaalazijnzuur met Acetyl-CoA tot citroenzuur en bestaat uit 439 aminozuren. Citraatsynthase als dimeer komt voor in de mitochondriale matrix van eukaryotische cellen, maar wordt afgelezen van kern-DNA en niet van mitochondriaal DNA. Het bijbehorende gen is CS. Het wordt gevormd door cytoplasmatische ribosomen en getransporteerd naar de mitochondriale matrix. Citraatsynthase wordt gewoonlijk gebruikt als een quantitatieve enzymatische merker voor de aanwezige intacte mitochondria. Bij de prokaryoten komt citraatsynthase voor als een hexameer.

## Gekatalyseerde reactie
Citraatsynthase heeft drie sleutelaminozuren op de actieve plaats, die de omzetting van acetyl-CoA (H3CO-SCoA) en oxaalazijnzuur (COO-CH2COCOO-) in citroenzuur (COO-CH2COHCOOCH2COO-) en H-SCoA in een aldol-reactie katalyseert. Deze omzetting begint met het negatief geladen zuurstofatoom in de Asp375’s R-groep door een deprotonering van het acetyl CoA’s alpha koolstofatoom. Het e- deeltje wordt hierdoor gedwongen om een dubbele binding te vormen met het carbonyl koolstofatoom, dat op zijn beurt de C=O dwingt om een proton op te nemen voor het zuurstofatoom van een van de stikstofatomen in the R-groep van His274. Dit neutraliseert de R-group (door vorming van een vrij elektronenpaar op het stikstofatoom) en zo de vorming van een enol tussenproduct (CH2COH-SCoA) afrond. Op dit moment valt het vrije elektronenpaar van His274’s stikstofatoom, gevormd in de laatste stap, het proton aan dat aan het zuurstofatoom in de laatste stap was toegevoegd. Het zuurstofatoom verandert de carbonylbinding, waardoor de halve binding C=C vrij komt en zo een nucleofiele aanval opent op het oxaalazijnzuur carbonyl koolstof (COO-CH2COCOO-). Dit maakt vervolgens de halve carbonylbinding vrij, waardoor een van de His320’s stikstofgroepen gedeprotoneerd wordt, hetgeen een van de stikstofatomen in de R-groep neutraliseerd. Deze nucleofiele additie resulteert in de vorming van citroyl-CoA (COOCH2CHCOOCH2COHSCoA2−). Nu wordt een watermolecuul gedeprotoneerd door de His320’s stikstofgroep en begint de hydrolyse. Een van de vrije elektronenparen van de zuurstofatomen valt nucleofiel de carbonyl koolstof van citroyl-CoA aan. Hierdoor wordt een tetrahedraal tussenproduct gevormd, hetgeen resulteert in het verdrijven van –SCoA bij de verandering van het carbonyl. Het –SCoA is geprotoneerd voor het vormen van HSCoA. Ten slotte is het hydroxyl gebonden aan het uit de in de vorige stap gedeprotoneerde carbonyl en wordt citroenzuur (-COOCH2COHCOO-CH2COO-) gevormd.

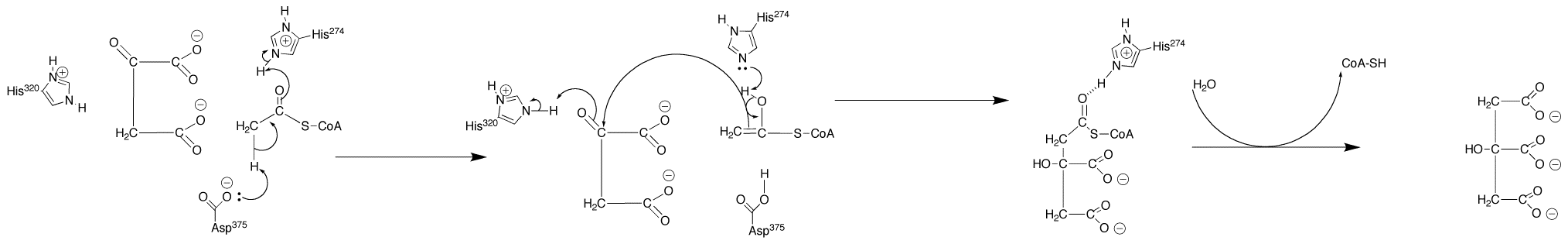
Mechanisme van citraatsynthase (inclusief de betrokken residuen)